# Стара црква Св. Вазнесења у Великом Крчимиру
Стара црква Св. Вазнесења у Великом Крчимиру налази се у области Заплања, на територији општине Гаџин Хан.
На основу решењу о заштити Завода за заштиту споменика културе у Нишу 1970. године, додаје се на списак непокретних културних добара, као споменик културе.

## Историја
Ова црквица настала је у 17. веку, а 1841. године користила се у сврси стецишта заплањских устаника током мало познате и ретко помињане Заплањске буне против турских завојевача и њиховог зулума. Краљ Милан Обреновић поклонио је два звона овој цркви, а у њој се налази и споменик свештеницима који су обешени током буне од стране Турака. У костурници истоимене веће и новије цркве чувају се остаци заплањских јунака погинулих 1804. године, у време Првог српског устанка, као и током Првог светског рата.

## Архитектура
Стара црква Вазнесења Господњег је издужена једнобродна полуобличасто засведена грађевина са истакнутим челом лука свода на попречним фасадама и полукружном апсидом. Наос од припрате је раније одвајао зид од кога су остали трагови у виду пиластра који деле цркву на два травеја. Грађена је крупним квадерима сиге у кречном малтеру и прекривена двосливним кровом. Каснијим интервенцијама 1838. и 1899. године дозидан је трем, отворена јужна врата и проширени прозори, а нови иконостас померен је према западу.
Осликавање цркве је започето у априлу, а завршено у јуну 1629. године. Елементи старог живописа сачувани су у наосу, олтарском простору и на спољашњој страни западног зида припрате. У олтарском простору је поворка архијереја, св. Три јерарха, св. Димитрије, св. Нестор, св. Георгије, и други. У полукалоти апсиде је Хритос у мандорли, а испод се налази Богородица шира од небеса, окружени Благовестима и надвишени Причешћем апостола. Ту имамо и сцене из Христовог живота: Рођење, Крштење, Мироноснице, Васкрсење, Распеће, Улазак у Јерусалим, Христос храни гладне после проповеди, као и Ваведење Богородице. Мале уоквирене композиције вештог сликара су хармоничне и складаног колорита. Други зограф, скромнијег талента, осликао је Страшни суд на западној фасади неколико година касније, где се примећује да квалитет заостаје за оним у наосу.
Једноставна конструкција двоспратног иконостаса попуњена је иконама из 19. и 20. века. Изнад улазних врата урезан је натпис од стране патријарха Арсенија IV Шакабенде из 1753. године, док је боравио у цркви повлачећи се од Турака. Конзерваторски радови 1957. године вратили су кров оронулој цркви, санациони радови изведени су 1970, док је заштита живописа обављена 1970. и 1974, да би се 2003. године приступило учвршћивању и отклањању познијих слојева.